# 소하초등학교
소하초등학교는 대한민국 경기도 광명시에 있는 공립 초등학교이다.|

## 학교 연혁
- 1997년 1월 14일 소하초등학교 설립 인가 승인
- 1997년 5월 1일 개교(14학급)
- 1999년 2월 12일 제1회 졸업식
- 2004년 1월 5일 병설유치원 설립 인가 승인
- 2004년 3월 1일 병설유치원 개원
- 2014년 3월 1일 제8대 김형식 교장 부임
- 2015년 2월 10일 제11회 병설유치원 졸업식(26명 졸업, 누계 200명)
- 2015년 2월 13일 제17회 졸업식(122명 졸업, 누계 1,764명)
- 2015년 3월 1일 37학급 편성(특수학급 포함)

## 참고 자료
- 소하초등학교 - 한국교육학술정보원 학교알리미